# Saskatchewan Roughriders

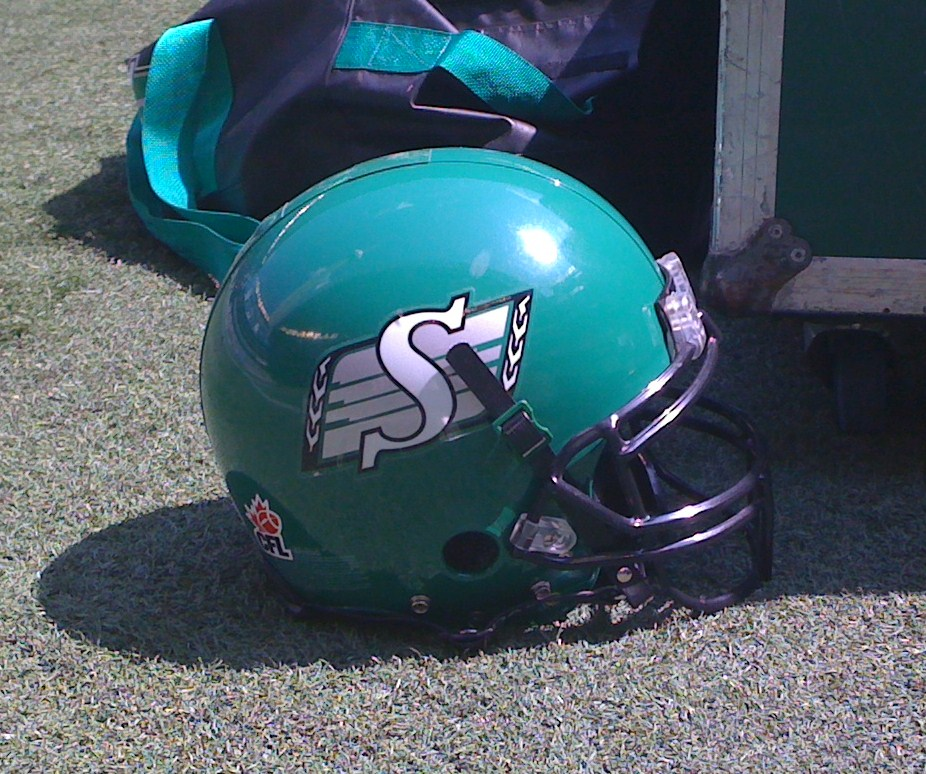
Helma týmu Roughriders

Saskatchewan Roughriders (přezdívaní Riders) je profesionální tým kanadského fotbalu, založený v roce 1910 ve městě Regina. Roughriders hrají v západní divizi Kanadské fotbalové ligy. Tým byl založen v roce 1910 jako tým již neexistujícího kanadského ragby. Roughriders jsou třetím nejstarším týmem v CFL. Domácí zápasy tým od roku 2008 odehrává na stadionu Mosaic Stadium. Za svoji existenci dokázali vyhrát celkem 4 tituly, přesněji v letech 1966, 1989, 2007 a 2013.